# Rijksmonument

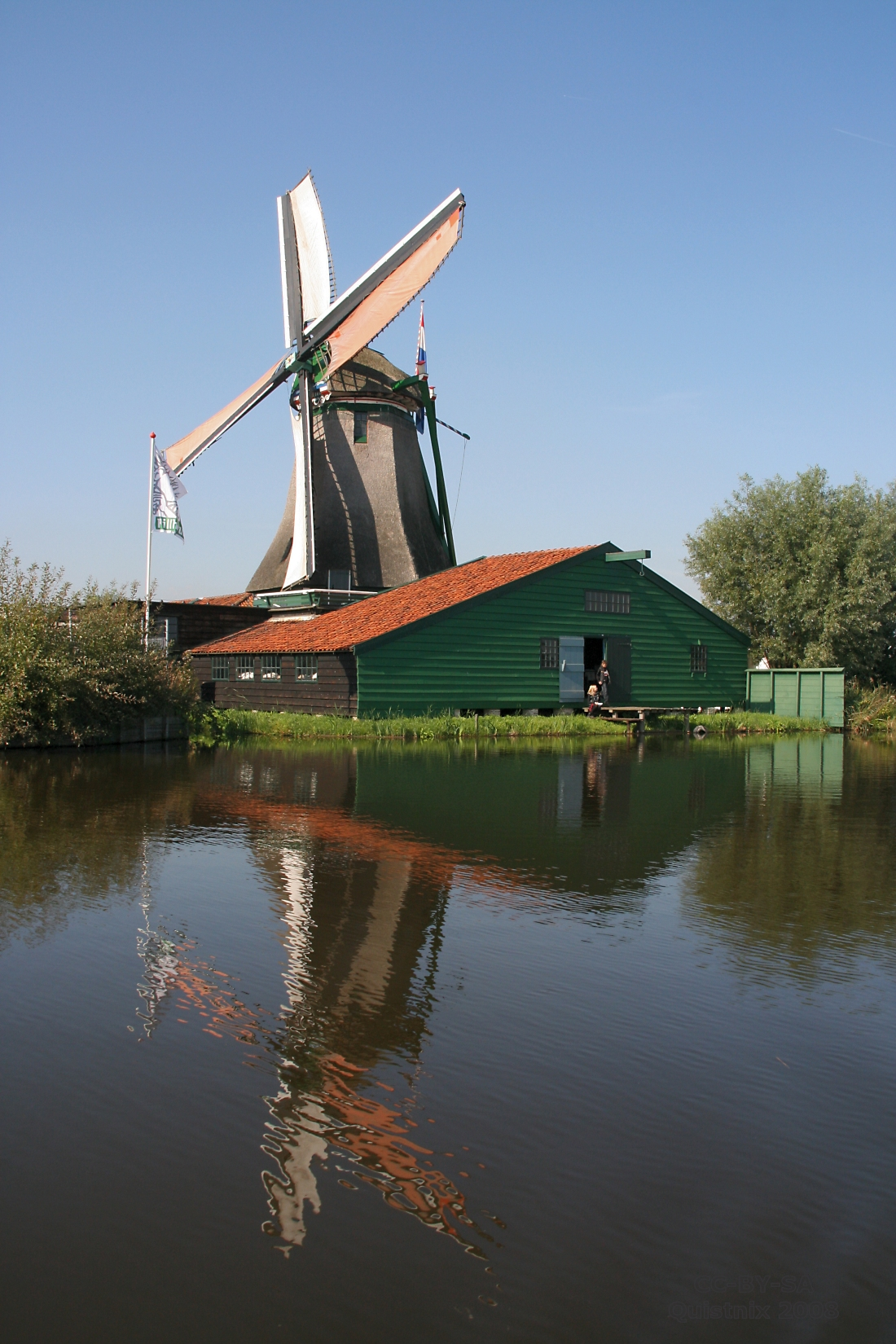
Rijksmonument上有許多風車的圖像

Rijksmonument（荷蘭語發音：[ˈrɛiksmoːnyˌmɛnt]，意为“国家古蹟”）是荷蘭的一個國家遺產網站，已得到荷蘭文化遺產局認可。
上傳到該網站上的圖片須達到指定要求，例如圖像中地點的歷史必須超過50年。荷蘭約有51,000個符合標準的地點。

## 歷史

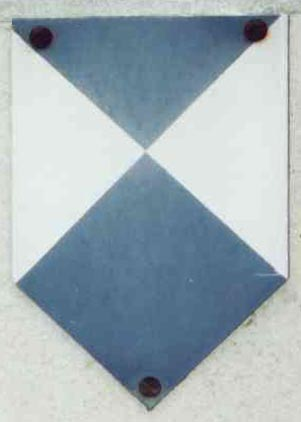
海牙公約確認的文化遺產區別標誌

建立這樣一個國家遺產體系的計劃始於1954年的關於武裝衝突情況下保護文化財產的海牙公約，現在的相關立法是《Monumentenwet van 1988》（1988年遺產法）。
負責管理這些遺產的組織組織叫做Rijksdienst voor het Cultureel Erfgoed（原名Monumentenzorg）。2009年6月海牙法庭規定購買列在Rijksmonument中的遺產建築者可免除過戶稅，2009年5月1日規定生效。

## 外部連結
- monumenten.nl（页面存档备份，存于）
- Monumentenregister（页面存档备份，存于） official online database of monuments